# Pierre-Louis Bonnet de Mautry
Pierre-Louis Bonnet de Meautry, ou de Mautry, né le 8 juillet 1743 à Saint-Martin-de-Fresnay, mort le 5 avril 1807 à Moult), est un homme politique français.

## Biographie
Cousin de François Antoine Bonnet, il est issu d'une ancienne famille de la Noblesse du Pays d'Auge, qui tire son nom du manoir de Meautry, à Montpinçon. 
Il est chevau-léger de la garde du Roi, à Versailles, et chevalier de l'ordre royal et militaire de Saint-Louis. Il épouse Catherine Gabrielle de Dramard le 8 juillet 1772. 
Lorsqu'en 1787, la décision est prise de supprimer la compagnie, il fait partie des cinquante derniers chevau-légers qui proposent de servir le Roy sans appointements. 
Son signalement à quarante-cinq ans : homme de paradoxe, un mètre quatre-vingt-dix-huit, yeux bleus, beau parleur et le cerveau bourré d'idées. 
Il est élu maire de Caen en février 1791, en remplacement de Jacques Alexandre Le Forestier, comte de Vandœuvre, et député du Calvados à l'Assemblée législative le 9 septembre 1791.
Élu par la suite à la Convention nationale, il vote, en 1793, la mort de Louis XVI, « avec l'amendement de Mailhe », mais ne joue aucun rôle important. En effet, son épouse, ses enfants et le reste de sa famille sont en total désaccord avec lui, dès le début des évènements, et lui tournent le dos. 
Son fils aîné, ancien page du comte d'Artois, « quitte le domicile paternel à son insu » en novembre 1791, pour rejoindre l'armée des Princes à Coblence. Il ne pardonnera jamais à son père son attitude et reste en Allemagne après la Révolution. 
La situation de Bonnet sera donc des plus délicates et il doit s'en justifier afin de sauver sa tête. Après la session, il est nommé commissaire du Directoire exécutif dans le Calvados.